# Kapital (Marx)
 Ovo je glavno značenje pojma Kapital (Marx). Za ekonomsku vrijednost pogledajte Kapital.
Kapital: Kritika političke ekonomije (njem. Das Kapital. Kritik der politschen Ökonomie), poznatiji pod skraćenim nazivom Kapital, je nedovršeni ekonomsko-filozofski i sociološki traktat njemačkog socijalista Karla Marxa. Središnji je tekst materijalističke filozofije. U njemu Marx analizira sustav proizvodnje u tržišnom gospodarstvu i dolazi do zaključka da će zbog inherentnih osobina tog sustava tržišno gospodarstvo u jednom trenutku ući u depresiju koja će biti toliko teška da će izazvati velike društvene nemire i prijelaz u socijalističko društvo. Na Kapitalu Marx je radio četrdesetak godina, a uspio je dovršiti samo prvu knjigu, dok je druge dvije dovršio njegov prijatelj i suradnik Friedrich Engels nakon Marxove smrti 1883. godine. Četvrti tom je 1910. godine, nakon Engelsove smrti, dovršio i objavio marksistički filozof Karl Kautsky. Kapital se smatra Marxovim magnumom opusom.

## O djelu
Kada je u rujnu 1867. godine hamburška izdavačka kuća Otto Meissner objavila prvo izdanje glavnog djela Karla Marxa Kapital – kritika političke ekonomije, malo što je ukazivalo na kasnije značenje te knjige za daljnji tok povijesti čovječanstva. Glomazan tekst, težak za čitanje. Pravi je izazov za čitatelja, kako sadržajno, tako i stilski.
Čak i s najboljim prijevodima, stil pisanja je zbijen i težak, konstantno se dotiče tangencijalnih točaka i zalazi u pedantne rasprave s danas nepoznatim autorima. Ideje su kompleksne i ne mogu se lako razumjeti. U svakom slučaju, knjiga za cilj ima opisivanje ekonomske i socijalne stvarnosti sjeverozapadne Evrope u 19. stoljeću. Ovo je knjiga koju su mnogu puta proglasili mrtvom i zastarjelom, ali koja se uvijek vraća, a posljednji primjer vraćanja interesa za knjigu i njene dobre prodaje se desio nakon globalne financijske krize iz 2008. godine.
Kapital je najpoznatije djelo Karla Marxa, jedno je od najsloženijih i najteže razumljivih djela ekonomske teorije iz 19. stoljeća. Sabrana djela Marxa i Engelsa obuhvaćaju 43 knjige, među kojima je najvažniji Kapital sa svoja tri dijela. Od toga je samo jedan dio tiskan još za Marxova života. Nakon njegove smrti 1883. godine Friedrich Engels je izdao ostale zapise iz Marxove ostavštine. Ta su se djela tada sastojala od nepreglednih i nesređenih rukopisa. Na vrhuncu socijalističkog i komunističkog, sedamdesetih godina 20. stoljeća, vlade čak šezdeset država svijeta pozivale su se na učenje Karla Marxa. Za dvije trećine svjetskog stanovništva Kapital je imao status gotovo svete knjige.
Najveći dio svojega rada u Londonu Marx je posvetio kritici političke ekonomije kao znanosti o "bogatstvu društava u kojima vlada kapitalistički način proizvodnje", ne bi li ustanovio osnovu eksploatacije, te aktivnostima u organiziranju radničkog i socijalističkog pokreta.
Prva intencija sustavno je elaborirana u Prilogu kritici političke ekonomije, svoj najopsežniji domašaj ima u Kapitalu (II. i III. svezak objavio je Engels). Marxov Kapital I. sadrži ponajprije analizu i prikaz "robnoga oblika proizvoda", odnosno oblika vrijednosti sadržanoga u njemu, te prikaz "fetiškoga značaja robe", postvarenja kojemu je osnova kapitalistička proizvodnja, što je kao problem prepoznato na filozofskoj i socijalnoteorijskoj razini tek u 20. stoljeću. 
Kapital sadrži i prikaz geneze kapitala u europskim društvima i dalekosežne uvide u implementaciju znanja i tehnologije u modernoj proizvodnji. Kapital je trebao u prvom svesku prikazati proces proizvodnje kapitala, u drugome proces cirkulacije, u trećem jedinstvo tih dvaju procesa.
Kada je riječ o kapitalu, kod Marxa se ne radi o samom resursu, jednostavnom faktoru proizvodnje analognom zemlji i radu, već o izrazu veoma specifičnih društvenih odnosa proizvodnje. Društveni odnosi između poslodavca i radnika je ono što, ustvari, omogućava postojanje kapitalističke proizvodnje.
Terminima političke ekonomije, Marx u Kapitalu pokušava analizirati mehanizam kapitalističkog gospodarstva. Radnik prodaje svoju radnu snagu kapitalistima i za to dobiva plaću. Razlika između vrijednosti koju je stvorio i plate koju je dobio je višak vrijednosti. Kapitalist pokušava plaće držati što je moguće nižima, kako bi povećao višak vrijednosti. U stalnom i nekontroliranom stvaranju tog viška vrijednosti, a time i eksploataciji radnika, prema Marxovom mišljenju leži osnovni princip kapitalizma. Ta eksploatacija, zaključuje Marx, u jednom trenutku postaje toliko nepodnošljiva da radnik počinje prosvjedovati i hoće rušiti kapitalizam.
On zahtijeva da radnici budu "slobodni" u dvostrukom smislu: "slobodni" da prodaju svoju vlastitu radnu snagu (nisu vezani drugim socioekonomskim vezama i ograničenjima), i "slobodni" od svakog vlasništva nad sredstvom proizvodnje, tako da nemaju izbora i moraju prodavati vlastitu radnu snagu za svoj materijalni opstanak. Čak i u slučajevima kada se bude činilo da se radi o kompleksnijim pitanjima zbog pojave podugovora i "privremene ekonomije", taj temeljni društveni odnos je još ključan.

## Daljnje čitanje
- Foley, Duncan. Understanding Capital: Marx's Economic Theory. (Cambridge, MA: Harvard University Press, 1986).

## Vanjske poveznice
Kapital - knjiga koja je trebala promijeniti svijet